# Ламдонг
Ламдо́нг (вьет. Lâm Đồng, тьы-ном 林同) — провинция Вьетнама на плоскогорье Тэйнгуен. На севере граничит с провинцией Контум и Дакнонг, на юге — с Биньтхуан и Донгнай, на востоке — с Биньфыок, с запада — с Кханьхоа и Ниньтхуан.

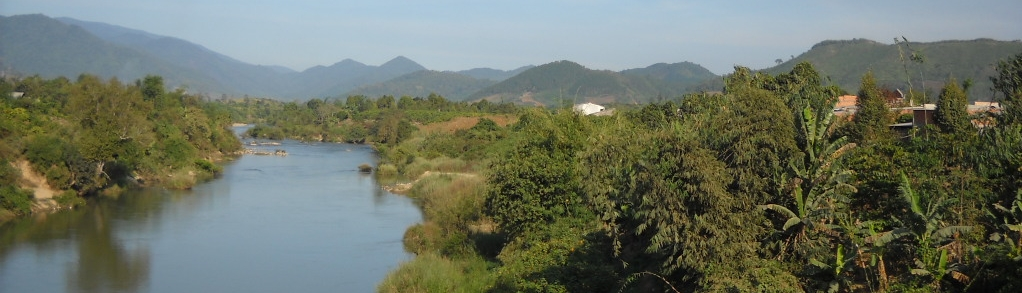
Река Дамронг (город Đạ K’Năng, уезд Дамронг)

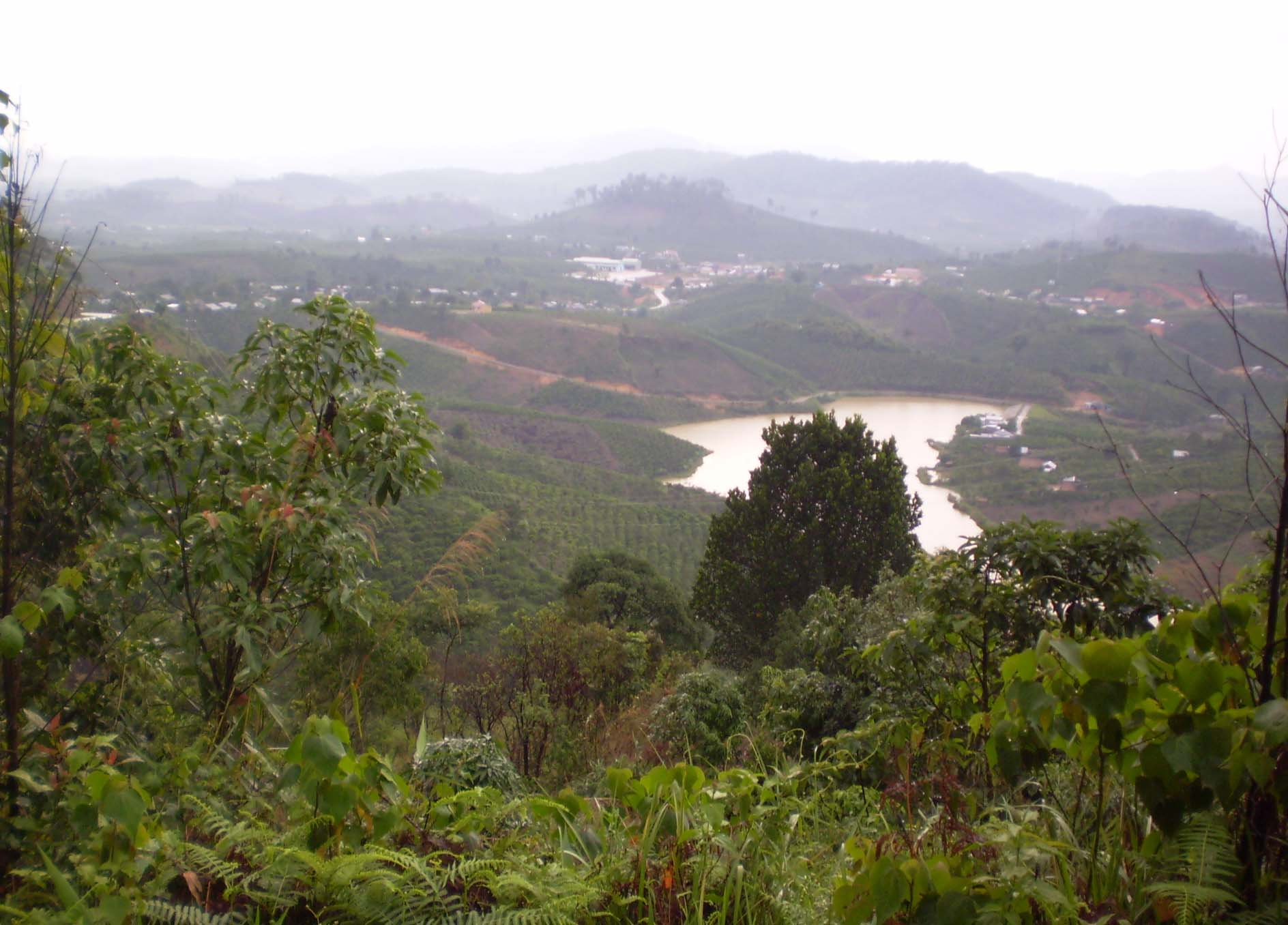
Пейзаж уезда Дамронг (провинция Ламдонг)

Ламдонг — единственная провинция на плоскогорье Тэйнгуен, не имеющая границы с Камбоджей.
Административный центр провинции — город Далат (Đà Lạt) — находится в 1498 км от Ханоя и в 300 км от Хошимина.

## География
Большая часть провинции лежит на плато Зилинь (Di Linh). Климат в провинции тропический муссонный. Провинция Ламдонг славится своими живописными видами природы. Наивысшая точка находится на севере провинции — гора Бидоп (Be Doup), территория одноимённой природоохранной зоны. Всего в Ламдонге три природоохранные зоны. 70 % территории провинции занято лесами.

## Административное деление
Ламдонг подразделяется на муниципалитеты Далат и Баолок (Bảo Lộc; статус города провинциального подчинения) и 10 уездов:
- Баолам (Bảo Lâm)
- Каттьен (Cát Tiên)
- Дахуоай (Đạ Huoai)
- Датех (Đạ Tẻh)
- Дамронг (Đam Rông), уезд на северо-востоке провинции, образован 1 января 2005 года
- Зилинь (Di Linh)
- Донзыонг (Đơn Dương)
- Дыкчонг (Đức Trọng)
- Лакзыонг (Lạc Dương)
- Ламха (Lâm Hà)

## Экономика
Основа экономики — выращивание кофе, чая, какао и фруктов. Посещение этой провинции входит в стандартную программу туристов, посещающих юг страны. Горный курорт Далат очень популярен и среди самих вьетнамцев. В провинции проживает много национальных меньшинств. Международный аэропорт расположен в 30 км от Далата (уезд Дыкчонг).